# Standplats
Standplats är en förankring inom alla typer av klättring, en säkerhetspunkt som inte får fallera. Grunden för en god standplats, så att den inte kan fallera, är två eller tre bra säkringar som är jämviktade med hjälp av slingor eller cordelette. Att de är jämviktade betyder att de belastas lika i dragriktningen (inte nödvändigtvis nedåt). Det är också vanligt att placera en säkring för drag uppåt då ett kraftigt fall av förstemannen på nästa replängd kan göra att andremannen rycks uppåt.
Det är mycket viktigt att standplatsen är otvivelaktigt bra då klättrare, eventuell packning och utrustning, hänger i denna enda förankring. Dessutom finns det en risk att förstemannen faller innan han/hon placerat en säkring på nästa replängd, vilket resulterar i ett mycket kraftigt fall direkt i standplatsen (se även fallfaktor).
Den föredragna standplatsen är på en hylla, men om en hylla inte finns blir det en hängande standplats.
Det finns tre sorters standplatser som heter olika saker, men som har samma grundfunktion: standplats, topprepsankare och firningsankare. Alla har funktionen att de ska hålla klättrares vikt. Standplats heter det när man ledklättrar, topprepsankare när man klättrar på topprep, och firningankare heter det när man firar.